# Jean d'Anguerant
Jean d'Anguerant né en 1312 et mort le 24 janvier 1375 est un prélat français.

## Biographie
Jean d'Anguerant est fils d'Hugues d'Augerant, chevalier, chambellan du roi Louis le Hutin. Il est cité comme neveu de Louis de Vaucemain, évêque de Chartres.
Jean d'Anguerant est conseiller au parlement de Paris et devient successivement président en la chambre des comptes et doyen de Chartres. Il est nommé évêque de Chartres en 1360. Jean d'Anguerant refuse en 1367 d'être transféré à l'évêché de Luçon, puis finit par accepter celui de Beauvais en 1368.
Il a pour sœur Alpaïs d'Augerant, abbesse de l'abbaye Saint-Avit-les-Guêpières vers 1340 et vers 1350, dont le nécrologe du monastère place sa mort un 25 avril.